# Vlad Muțiu
Vlad Muțiu (n. 2 februarie 1995, Baia Mare, România) este un fotbalist român, care joacă pe post de portar la Hermannstadt în SuperLiga României.